# Liste der Monuments historiques in Avant-lès-Marcilly
Die Liste der Monuments historiques in Avant-lès-Marcilly führt die Monuments historiques in der französischen Gemeinde Avant-lès-Marcilly auf.

## Liste der Immobilien
| Bezeichnung             | Beschreibung        | Standort                               | Kennzeichnung | Schutzstatus | Datum | Bild           |
| ----------------------- | ------------------- | -------------------------------------- | ------------- | ------------ | ----- | -------------- |
| Menhir La Pierre-au-Coq | aus dem Neolithikum | Tremblay, nordöstlich des Ortes (Lage) | PA00078022    | Classé       | 1889  | weitere Bilder |

## Liste der Objekte
| Bezeichnung                                      | Beschreibung                                                                | Standort                                                         | Kennzeichnung | Schutzstatus | Datum | Bild |
| ------------------------------------------------ | --------------------------------------------------------------------------- | ---------------------------------------------------------------- | ------------- | ------------ | ----- | ---- |
| Skulptur Heiliger Vinzenz                        | Eichenholz, farbig gefasst, 16. Jahrhundert                                 | Avant-lès-Marcilly, in der Kirche Assomption-de-la-Vierge (Lage) | PM10000088    | Classé       | 1908  |      |
| Grabstein einer Dame aus der Familie d’Angenoust | Kalkstein, bezeichnet 1567                                                  | Avant-lès-Marcilly, in der Kirche Assomption-de-la-Vierge (Lage) | PM10000091    | Classé       | 1913  |      |
| Grabstein eines Abtes                            | Kalkstein, 13. Jahrhundert                                                  | Avant-lès-Marcilly, in der Kirche Assomption-de-la-Vierge (Lage) | PM10000090    | Classé       | 1913  |      |
| Grabstein für François de Palluet                | kalkstein, bezeichnet 1660 (?)                                              | Avant-lès-Marcilly, in der Kirche Assomption-de-la-Vierge (Lage) | PM10000092    | Classé       | 1913  |      |
| Pfarrstuhl                                       | Eichenholz, 17. Jahrhundert; aus dem Kloster Le Paraclet in Ferreux-Quincey | Avant-lès-Marcilly, in der Kirche Assomption-de-la-Vierge (Lage) | PM10000089    | Classé       | 1913  |      |